# Kaqusha Jashari
Kaqusha Jashari (ur. 16 sierpnia 1946 w Srbicy, zm. 6 maja 2025) – jugosłowiańska i kosowska inżynierka oraz polityczka, w latach 1987–1989 przewodnicząca Rady Wykonawczej Socjalistycznej Prowincji Autonomicznej Kosowo, w 1988 roku sekretarz Związku Komunistów Kosowa.

## Życiorys
W latach 1969–1971 pracowała jako profesor w Wyższej Szkole Pedagogicznej w Prisztinie, następnie przez cztery lata zarządzała przedsiębiorstwem budowlanym w Uroševacu. W latach 90. prowadziła własną działalność gospodarczą.
Od 10 marca 1987 do 9 maja 1989 roku przewodziła Komitetowi Wykonawczemu Socjalistycznej Prowincji Autonomicznej Kosowo, jednocześnie od 27 kwietnia do 17 listopada 1988 pełniła funkcję sekretarza Związku Komunistów Kosowa. Po rozwiązaniu Związku Komunistów Kosowa zaangażowała się w działalność Socjaldemokratycznej Partii Kosowa; od 1990 do 1998 zasiadała w prezydium partyjnym, a do 2008 roku przewodziła temu ugrupowaniu. W wyborach parlamentarnych z 2007 roku uzyskała mandat do Zgromadzenia Kosowa, zasiadając w grupie Demokratycznej Partii Kosowa.

## Życie prywatne
Córka Halila Fejzullahu. Była zamężna i miała dwoje dzieci.